# Castelpagano
Castelpagano – miejscowość i gmina we Włoszech, w regionie Kampania, w prowincji Benewent.
Według danych na I 2009 gminę zamieszkiwało 1605 osób przy gęstości zaludnienia 42 os./1 km².